# اللجنة الاستشارية بشأن الاتجار بالنساء والأطفال
كانت اللجنة الاستشارية المعنية بالاتجار بالنساء والأطفال لجنة دائمة تابعة لعصبة الأمم، تأسست في عام 1921. وكانت أول لجنة دائمة تابعة لعصبة الأمم تعالج قضية الإتجار بالجنس، والتي كانت تسمى في ذلك الوقت غالبًا بتجارة الرقيق الأبيض.

## تاريخ
بعد نهاية الحرب العالمية الأولى، ظهرت الحاجة إلى استئناف الحملة ضد ما يسمى بتجارة الرقيق الأبيض، وضد الاستغلال الجنسي والاتجار بالنساء والأطفال لأغراض العبودية الجنسية، والحملة الدولية التي بدأت في أواخر القرن التاسع عشر.
تتألف اللجنة الاستشارية المعنية بالاتجار بالنساء والأطفال من مندوبين من تسع دول بالإضافة إلى ممثلين عن المنظمات غير الحكومية المرتبطة بها. وكان الهدف هو جمع والتحقيق في تقارير الاتجار بالبشر التي وردت إليها من الشبكة الوطنية وحكومات البلدان الأعضاء فيها.
أنشأت اللجنة الاتفاقية الدولية لقمع الاتجار بالنساء والأطفال.
أصبحت اللجنة الاستشارية المعنية بالاتجار بالنساء والأطفال هيئة دائمة في عصبة الأمم. وواصلت التحقيقات ورفع التقارير بشأن تطبيق الاتفاقية الدولية لقمع الاتجار بالنساء والأطفال.
وفي عام 1924، قسمت إلى لجنتين فرعيتين هما لجنة مكافحة الاتجار بالنساء ولجنة حماية الأطفال والشباب.